# Universidad Internacional de Cataluña
La Universidad Internacional de Cataluña (UIC Barcelona), Universitat Internacional de Catalunya en catalán, es una universidad privada y católica con sede en Barcelona, (Cataluña) España. Tiene dos campus, uno en Barcelona y otro en San Cugat del Vallés (Barcelona). Cuenta en la actualidad con más de 6000 alumnos en los 15 grados, 26 doble titulaciones internacionales y programas de máster, postgrado y cursos de formación continua que ofrece.
Su ideario está basado en el humanismo cristiano, y ofrece atención pastoral a través del Servicio de Capellanía, que está encomendado a la Prelatura del Opus Dei.

## Historia
La Universidad Internacional de Cataluña (UIC Barcelona) fue fundada en 1997, y reconocida por el Parlamento de Cataluña por la Ley 11/1997, de 1 de octubre.

### Rectores
- 2021- Alfonso Méndiz
- 2015-2021 Javier Gil Mur
- 2010-2015 Pere Alavedra Ribot
- 2001-2010 Josep Argemí Renom
- 1997-2001 Jordi Cervós Navarro

## Centros docentes
- Facultad de Ciencias Económicas y Sociales. Ofrece el grado en Administración y Dirección de Empresas, los dobles grados en ADE + Ingeniería en Organización Industrial (con la Politécnica de Torino), ADE + Derecho y ADE + Humanidades. En todos los casos el grado puede cursarse también en inglés. Cuenta además con másteres y cursos de formación continua. La facultad está estrechamente conectada con el mundo de la empresa con más de 300 convenios de prácticas y dos cátedras de empresa: la Cátedra de Dirección por Misiones y Gobierno Corporativo y la Cátedra de Economía Pública: Evaluación de Políticas Sanitarias y Educativas. La decana es la Dra. Marta Mas.
- Facultad de Ciencias de la Comunicación. La facultad imparte los grados en Comunicación audiovisual, Periodismo, Publicidad y Relaciones públicas así como los dobles grados internacionales Periodismo + Mass Communication with a concentration in Journalism, Publicidad y Relaciones Públicas + Mass Communication with concentration in Public Relations, impartidas junto con la IONA College (NY). Así como másteres, postgrados y otras actividades de formación continua. El equipo docente de la facultad procede en la mayoría de casos del ámbito profesional de la comunicación: medios de comunicación, agencias, productoras, etc. En cuanto a las instalaciones, la facultad cuenta con un plató de televisión y un estudio de radio totalmente equipados. El decano es el Dr. Alfonso Méndiz.
- Facultad de Derecho. Ofrece el grado en Derecho, los dobles grados en ADE + Derecho, Humanidades + Derecho, así como las dobles titulaciones de Derecho + International Studies y Derecho + Political Science, impartidas junto con la IONA College (NY). Así mismo ofrece programas de formación continua, másteres y posgrados. En todos los casos, la teoría y la práctica se complementan, con sesiones a cargo de los mejores despachos de abogados y de los principales colegios profesionales vinculados al ámbito jurídico. La facultad cuenta con una sala de vistas donde los alumnos pueden conocer y practicar 'in situ' el procedimiento real de un juicio. La decana es Pilar Fernández Bozal.
- Facultad de Educación Ofrece los grados en Educación infantil y Educación primaria, que pueden cursarse también en modo bilingüe. También imparte los doble grados en Educación Infantil + Educación Primaria y en Educación Primaria + Humanidades. Ofrece también másteres y postgrados y formación continua. Las asignaturas se imparten utilizando diversas metodologías y actividades, a través de las diferentes áreas. Para ello trabajamos con distintas metodologías y herramientas como la robótica, la gamificación o las nuevas tecnologías, que sirven de base para trabajar las matemáticas, las lenguas, la nutrición, o la sostenibilidad. La facultad cuenta con un convenio con el Departamento de Enseñanza de la Generalidad de Cataluña que da acceso a 2100 centros acreditados (públicos y concertados) para que los alumnos realicen las prácticas del grado. También tiene firmados múltiples convenios bilaterales con centros privados nacionales e internacionales. La facultad ofrece la posibilidad de realizar prácticas de aprendizaje servicio en aulas hospitalarias o campos de trabajo en países en vías de desarrollo. La decana es la Dra. Esther Jiménez.
- Facultad de Humanidades. Ofrece el grado en Humanidades y Estudios Culturales, así como los dobles grados en Humanidades + ADE, Humanidades + Derecho, Humanidades + Educación Primaria y Humanidades + Periodismo. En el ámbito de la formación de postgrado, la Facultad ofrece el Máster Universitario en Gestión Cultural (versión en inglés y versión en castellano). Este Máster puede acabarse también con un segundo año en la Universidad de Boston donde se puede cursar el Master of Science in Arts Administration. La Facultad de Humanidades de la UIC Barcelona juega un papel vertebral en los estudios de toda la universidad a través de asignaturas transversales de Antropología y de Ética, que se imparten en todas las titulaciones. En el ámbito de la investigación, la Facultad cuenta con dos grupos de investigación dedicados al estudio de la Antropología de la corporalidad (SARX) y de la Historia, Arquitectura y Diseño (GRHAD). Así mismo cuenta con un grupo de trabajo que estudia la figura del escritor Carlos Pujol, quien fue profesor de la misma Facultad. También cuenta con una revista científica la Revista d'Humanitats. La decana es la Dra. Judith Urbano.
- Facultad de Medicina y Ciencias de la Salud. Se encuentra en el Campus de San Cugat del Vallés (Barcelona), e imparte los estudios de Medicina, Fisioterapia y Enfermería, junto con la correspondiente oferta de máster, postgrado y cursos de formación continua. La facultad comparte espacio con el Hospital General de Cataluña. El alumnado se encuentra en un ambiente hospitalario, lo que le permite la interacción diaria con los profesionales de la salud, y favorece el intercambio de experiencias. El Campus San Cugat, con un total de 24.300 m², cuenta con el Centro de Simulación Avanzada, el laboratorio de investigación biomédica, osteoteca, una sala de disección, y un aula de microescopía. En la Facultad de Medicina y Ciencias de la Salud, la investigación en cualquier campo de la salud, constituye uno de los ejes prioritarios de la actividad del profesorado. La facultad está vinculada al mundo de la empresa con dos cátedras de empresa Cátedra Hestia en Atención Integrada Social y Sanitaria, Cátedra WeCare: Atención al Final de la Vida y el Aula en Innovación en Política Sanitaria. El alumnado tiene la posibilidad de integrarse en un grupo de investigación, participar en proyectos de investigación y dejarse contagiar por la curiosidad científica. El decano es el Dr. Albert Balaguer.
- Facultad de Odontología. Ofrece los grados en Odontología (que puede cursarse también en inglés) y en Bioingeniería. Así como diversos programas de Máster, Residencias Clínicas y Formación Continua. En la facultad se forma al alumno para que aborde con criterio y habilidad técnica la prevención, el tratamiento y la rehabilitación de enfermedades bucodentales de manera ética, con eficiencia y seguridad. Los alumnos aplican sus conocimientos desde el primer curso. Complementan su formación académica con la preparación práctica en la Clínica Universitaria de Odontología que cuenta con 88 boxes por donde pasan más de 600 pacientes diarios, así como el Laboratorio de Preclínica Odontológica. La facultad cuenta también con convenios con diferentes instituciones como la Fundación Odontología Solidaria y el Colegio de Odontólogos y Estomatólogos de Cataluña para atender a pacientes en riesgo de exclusión derivados de la Cruz Roja, con el objetivo de formar en los alumnos una conciencia de responsabilidad social frente a los colectivos más necesitados o con riesgo de exclusión social. También cuenta con convenios con el Hospital San Juan de Dios y el Hospital General de Cataluña. La facultad está conectada con el mundo de la empresa con dos cátedras de empresa: Cátedra de Investigación en Diseño de Implantes MIS y la Cátedra Klockner Implant System. El decano es el Dr. Lluís Giner.
- School of Architecture, fundada en Barcelona (España), el año 1996, fue la primera escuela privada de arquitectura de Barcelona y se sitúa en la actualidad como referente internacional en la docencia de calidad en el campo de la enseñanza universitaria en esta disciplina. La escuela ofrece el grado en Arquitectura, impartido íntegramente en inglés, el Máster Universitario en Arquitectura Biodigital, el Máster Universitario en Cooperación Internacional: Arquitectura Sostenible de Emergencia (oficial) y el Postgrado en Accesibilidad y Diseño para Todos, además de una amplia oferta de cursos de formación continua. La Escuela apuesta por la formación de arquitectos al servicio de la sociedad y es la única escuela de arquitectura de España que tiene asignaturas obligatorias de Cooperación, Sostenibilidad y Accesibilidad. Cada comienzo de curso los alumnos participan en el Taller Vertical, un taller intensivo de proyectos, formado por equipos de alumnos de segundo a quinto curso. Durante una semana los estudiantes trabajan todos juntos construyendo propuestas sobre una temática de interés social. También a lo largo del curso, tienen lugar los Foros, un ciclo de conferencias impartidas por profesores invitados de prestigio nacional e internacional, para generar cuestiones de actualidad, reflexiones y debates. En cuanto a las instalaciones, además del taller de maquetas analógico, el alumno tiene a su disposición lo último en tecnología en el Taller de Arquitectura Digital: Laser Cutting, CNC Milling y 3D printing. La Escuela está conectada con el mundo de la empresa con dos cátedras de empresa: la Cátedra hARQware Home, y la Cátedra de Edificación Industrializada y Medio Ambiente. Su director es el Dr. Josep Lluís Ginovart.

## Instalaciones
- Dos campus. Campus San Cugat: 24.300 m² / Campus Barcelona: 23.500 m².
- Centro Integral de Simulación Avanzada.
- Laboratorio de Preclínica Odontológica.
- Clínica Universitaria de Odontología.
- SUPPORT. Clínica Universitaria de Psicología y Psiquiatría
- Digital Media Studios.
- Bibliotecas abiertas todo el año.
- Taller de maquetas.
- Sala de vistas.

|                      |
| Campus de Barcelona. |

|                      |
| Campus de Barcelona. |

|                                             |
| Campus de San Cugat del Vallés (Barcelona). |

|                                         |
| Centro Integral de Simulación Avanzada. |

|                                       |
| Clínica Universitaria de Odontología. |

|                                        |
| Plató de televisión de la universidad. |